# Associação Académica de Coimbra - Organismo Autónomo de Futebol 2015-2016
Questa voce raccoglie le informazioni riguardanti l'Associação Académica de Coimbra - Organismo Autónomo de Futebol nelle competizioni ufficiali della stagione 2015-2016. 

## Rosa
| N. |                           | Ruolo | Calciatore         |
| -- | ------------------------- | ----- | ------------------ |
| 1  | Portogallo (bandiera)     | P     | João Gomes         |
| 2  | Brasile (bandiera)        | D     | Aderlan Silva      |
| 3  | Portogallo (bandiera)     | D     | Emídio Rafael      |
| 4  | Nigeria (bandiera)        | C     | Nwankwo Obiora     |
| 5  | Brasile (bandiera)        | D     | Ricardo Nascimento |
| 6  | Francia (bandiera)        | D     | Tripy Makonda      |
| 7  | Portogallo (bandiera)     | A     | Marinho            |
| 8  | Francia (bandiera)        | C     | Selim Bouadla      |
| 9  | Portogallo (bandiera)     | A     | Rabiola            |
| 10 | Guinea-Bissau (bandiera)  | A     | Ivanildo           |
| 13 | Portogallo (bandiera)     | D     | João Real          |
| 14 | Brasile (bandiera)        | D     | Iago Santos        |
| 17 | Costa d'Avorio (bandiera) | C     | Inters Gui         |
| 19 | Portogallo (bandiera)     | A     | Gonçalo Paciência  |
| 20 | Portogallo (bandiera)     | C     | Rui Pedro          |

| N. |                          | Ruolo | Calciatore           |
| -- | ------------------------ | ----- | -------------------- |
| 21 | Portogallo (bandiera)    | C     | Leandro Silva        |
| 22 | RD del Congo (bandiera)  | D     | Christopher Oualembo |
| 23 | Brasile (bandiera)       | D     | William Gustavo      |
| 24 | Corea del Sud (bandiera) | C     | Mun-Ki Hwang         |
| 27 | Portogallo (bandiera)    | C     | Pedro Nuno           |
| 28 | Portogallo (bandiera)    | C     | Nuno Piloto          |
| 30 | Portogallo (bandiera)    | A     | Rafael Lopes         |
| 32 | Brasile (bandiera)       | P     | Lee                  |
| 37 | Ghana (bandiera)         | D     | Richard Ofori        |
| 43 | Burkina Faso (bandiera)  | C     | Nii Plange           |
| 48 | Portogallo (bandiera)    | C     | Artur Taborda        |
| 55 | Portogallo (bandiera)    | D     | Rafa Soares          |
| 65 | Portogallo (bandiera)    | C     | Fernando Alexandre   |
| 77 | Portogallo (bandiera)    | A     | Hugo Seco            |
| 88 | Portogallo (bandiera)    | P     | Pedro Trigueira      |